# Pseudotylana
Pseudotylana är ett släkte av insekter. Pseudotylana ingår i familjen sköldstritar.
Kladogram enligt Catalogue of Life:
| Pseudotylana | \| \| Pseudotylana electa \| \| \| \| \| \| Pseudotylana insculpta \| \| \| \| |
|              | \| \| Pseudotylana electa \| \| \| \| \| \| Pseudotylana insculpta \| \| \| \| |
|              | Pseudotylana electa                                                            |
|              |                                                                                |
|              | Pseudotylana insculpta                                                         |
|              |                                                                                |